# Lonnerstadt
Lonnerstadt – gmina targowa w Niemczech, w kraju związkowym Bawaria, w rejencji Środkowa Frankonia, w regionie Industrieregion Mittelfranken, w powiecie Erlangen-Höchstadt, wchodzi w skład wspólnoty administracyjnej Höchstadt an der Aisch. Leży około 20 km na północny zachód od Erlangen, nad ujściem rzeki Kleine Weisach do Aisch, przy drodze B470.

## Dzielnice
W skład gminy wchodzą następujące dzielnice: 
- Ailsbach
- Fetzelhofen
- Lonnerstadt
- Mailach

## Demografia
| Rok  | Liczba mieszk. |
| ---- | -------------- |
| 1970 | 1421           |
| 1987 | 1608           |
| 2000 | 1908           |

## Polityka
Rada gminy składa się z 12 członków:
|      | CSU | SPD | Niezrzeszeni | WG Fetzelhofen | FW | Razem     |
| 2002 | 4   | 3   | 1            | 1              | 3  | 12 miejsc |

## Oświata
(na 1999)

W gminie znajduje się 75 miejsc przedszkolnych (73 dzieci) oraz szkoła podstawowa (10 nauczycieli, 323 uczniów).